# Кальтаджироне
Кальтаджиро́не (итал. Caltagirone) — коммуна в Италии, располагается в регионе Сицилия, подчиняется административному центру Катания.
Население составляет 39 228 человек (на 2004 г.), плотность населения составляет 96 чел./км². Занимает площадь 382 км². Почтовый индекс — 95041. Телефонный код — 0933.
Покровителями коммуны почитаются Пресвятая Богородица (Maria ss del Ponte) и святой Иаков Зеведеев. Праздник ежегодно празднуется 25 июля.

## Главные достопримечательности
В местном Музее Глиняной посуды, созданном в 1965, представлена коллекция древней и современной глиняной посуды и терракоты, относящаяся ко времени древнегреческого периода (Magna Grecia).

### Религиозные здания
- Собор Св. Джулиана, нормандского происхождения, с фасадом ар-нуво двадцатого века, автор — Саверио Гулли.
- Барочная церковь Сан Франческо ди Паолы. Ризница построена в готическом стиле, датируется до землетрясения 1693 года.
- Сан Франческо д’Ассизи, построен в 1236 и восстановлен в барочном стиле после землетрясения 1693. У фасада есть два заказа с морскими символами и статуей Безупречного. Купол не закончен.
- Церковь Gesù (1570). У фасада есть восемь статуй, изображающих святых и Мадонну с Ребенком. В интерьере один-единственный неф, размещаются Pietà Филиппо Паладино (1607) и Рождество Христа Полидоро да Караваджо.
- Санта-Мария del Monte (XII столетие), относящаяся к эпохе Возрождения церковь Новых Капуцинов, в белом камне.
- Святой Иаков
- Палаццо Senatorio (пятнадцатое столетие), прежняя Ратуша.

Главный ориентир города — монументальная Лестница со 142 шагами Санта-Марии del Monte, строившаяся в старой части города с 1608 года. Особенность — то, что каждый шаг украшен различной украшенной рукой керамикой, используя стили и числа, полученные из тысячелетней традиции создания глиняной посуды. Один раз в год, в день святого заступника города Святого Иакова (25 июля), лестница освещена свечами различных цветов, расположенных так, чтобы воспроизвести художественный рисунок размером в несколько десятков метров.